# Japalura variegata
Japalura variegata — вид ігуаноподібних ящірок родини агамових (Agamidae). Мешкає в Гімалаях.

## Поширення і екологія
Japalura variegata мешкають на крайньому сході Непалу (в районі Ілам у провінції Коші), в Індії (Сіккім, округи Дарджилінг і Джалпайгурі в штаті Західний Бенгал) та в Бутані. Вони живуть в густих, невисоких заростях на узліссях вологих тропічних лісів та серед скель. Зустрічаються на висоті від 100 до 2700 м над рівнем моря.